# Kyle Fuller (Footballspieler, 1992)
Kyle Brandon Fuller (* 16. Februar 1992 in Baltimore, Maryland) ist ein ehemaliger US-amerikanischer American-Football-Spieler. Er spielte auf der Position des Cornerbacks in der National Football League (NFL). Von 2014 bis 2020 stand Fuller bei den Chicago Bears unter Vertrag, anschließend spielte er für die Denver Broncos und die Baltimore Ravens.

## College
Fuller spielte vier Jahre lang für die Virginia Polytechnic Institute and State University. In den vier Jahren am College erzielte Fuller insgesamt 6 Interceptions, 173 Tackles und 4,5 Sacks für das Team der Virginia Tech Hokies.

## NFL
Kyle Fuller wurde im NFL Draft 2014 von den Chicago Bears in der ersten Runde an der 14. Stelle ausgewählt. Er unterschrieb einen Vierjahresvertrag über 9.680.000 US-Dollar bei den Bears. In seiner Rookie-Saison (2014) konnte Fuller mit 4 Interceptions, 3 forcierten Fumbles und 64 Tackles überzeugen. In der Saison 2015 spielte er erneut in allen 16 Spielen, diesmal auch jedes Spiel als Starter und verbuchte 2 Interceptions und 54 Tackles für sein Team. Auch in seinem zweiten Jahr in der NFL verpasste er die Play-offs mit den Bears deutlich. Die Saison 2016 verpasste Fuller aufgrund einer Knieverletzung komplett. In seinem vierten Jahr in der NFL (2017) feierte Fuller sein Comeback und spielte wie in seinem zweiten Profijahr erneut alle 16 Spiele als Starter, hierbei konnte er 2 Interceptions, 22 verteidigte Pässe und 68 Tackles für seine Bears erzielen. Nach der Saison endete sein Rookie-Vertrag und Fuller wurde von den Bears mit einem Transition Tag versehen. Die Green Bay Packers boten Fuller einen Vierjahresvertrag über 56 Millionen US-Dollar an, aufgrund des Tags konnten die Bears mit dem Angebot der Packers gleichziehen und taten dies auch, sodass Fuller weiterhin bei den Bears spielt. In der Saison 2018 erzielte Fuller zusammen mit Damontae Kazee (Atlanta Falcons) und Xavien Howard (Miami Dolphins) die meisten Interceptions der Liga (7).
Im März 2021 entließen die Bears Fuller, um Cap Space zu sparen. Daraufhin nahmen die Denver Broncos ihn für ein Jahr unter Vertrag.
Am 24. Mai 2022 gaben die Baltimore Ravens die Verpflichtung von Fuller bekannt. Am ersten Spieltag zog er sich beim 24:9-Sieg über die New York Jets einen Kreuzbandriss zu und fiel damit für den Rest der Saison aus.

## Privat
Drei Brüder von Kyle Fuller waren oder sind ebenfalls in der NFL aktiv. Sein ältester Bruder Vincent spielte sechs Jahre als Safety für die Tennessee Titans; Corey spielte als Wide Receiver für die Detroit Lions und die New Orleans Saints. Kendall spielte als Cornerback für die Washington Commanders und gewann mit den Kansas City Chiefs den Super Bowl LIV.